# Bray-Dunes
Bray-Dunes é uma comuna francesa na região administrativa de Altos da França, no departamento do Norte. Estende-se por uma área de 8.57 km². Em 2010 a comuna tinha 4 553 habitantes (densidade: 531,3 hab./km²).